# I figli della mente
I figli della mente (Children of the Mind) è un romanzo di fantascienza del 1996 di Orson Scott Card, che rappresenta il quarto capitolo del ciclo di Ender.

## Trama
Lusitania, nuovo pianeta adottivo di Ender, sta per essere attaccato e disintegrato da una flotta interstellare, per impedire che la "descolada", virus (o presunto tale) altamente infettivo si propaghi al resto della galassia.
I figli della mente reintroduce i due personaggi bambini del fratello Peter e della sorella, qui rinati direttamente dalla mente di Ender, dopo che questi ha viaggiato utilizzando un nuovo metodo di trasporto istantaneo derivato dalla rete "ansible" (concetto introdotto fin dal primo libro, una sorta di "rete virtuale" che collega istantaneamente tutti i punti dell'universo) - l'unica speranza per salvare la popolazione dall'attacco imminente.
L'alter ego/fratello di Ender Wiggin la farà da padrone, dedicandosi a scoprire chi, nell'universo, manovra i fili di questa intricata vicenda, viaggiando di pianeta in pianeta e cercando di imparare qualcosa di Lui stesso nel contempo.
Qui assisteremo ad una morte, ad una rinascita, e a quel dolce-amaro che caratterizza la fine della saga.